# Schlacht von Delion
Sybota – Potidaia – Spartolos – Stratos – Naupaktos – Plataiai – Olpai – Tanagra – Pylos – Sphakteria – Korinth – Megara – Delion – Amphipolis – Mantineia – Melos – Syrakus – Milet – Syme – Eretria – Kynossema – Abydos – Kyzikos – Ephesos – Chalkedon – Byzanz – Andros – Notion – Mytilene  – Arginusen – Aigospotamoi
Die Schlacht von Delion fand während des Peloponnesischen Krieges im Jahre 424 v. Chr. statt. In ihr standen sich die Athener und die Böotier gegenüber.

## Operative Absicht und Ausgangslage
Im Jahre 424 v. Chr. wollten die athenischen Feldherren Demosthenes und Hippokrates mit einem Zangenangriff von See und von Land in Böotien einfallen. Demosthenes, der Führer der Expeditionsflotte, war allerdings zu früh losgesegelt. Er landete bei Siphai, an der böotischen Küste des Golfs von Korinth. Da die Böotier von seiner Ankunft erfuhren, bevor auch Hippokrates mit dem Hoplitenheer eintreffen konnte, musste der Plan aufgegeben werden und Demosthenes sich zurückziehen.
Schließlich gelangte auch Hippokrates mit seinem Heer nach Böotien und errichtete eine befestigte Stellung am Tempel von Delion im Osten Böotiens, nicht weit von Tanagra. Nach fünf Tagen waren die Befestigungsarbeiten abgeschlossen und Hippokrates legte eine Garnison nach Delion, während er das übrige Heer, ca. 10.000 Leichtbewaffnete, wieder heimschickte. Unterdessen traf auch das böotische Heer vor Delion ein. Pagondas von Theben, der Heerführer, drängte auf einen Angriff, da er davon überzeugt war, dass die Athener ansonsten zurückkehren und in Delion einen starken Stützpunkt auf böotischem Boden errichten würden.
Er bezog deshalb auf einem Hügel mit seinem Heer Stellung. Den vermutlich an ein natürliches Hindernis (Gebüsch, Geröll o. Ä.) angelehnten rechten Flügel bildeten die Thebaner. Pagondas stellte sie entgegen der üblichen Phalanx-Gliederung von acht Mann Tiefe mit einer Tiefe von 25 Mann auf. Im Zentrum folgten Truppen aus Haliartos, Koroneia und Kopai, während der linke Flügel mit Truppen aus Thespiai, Tanagra und Orchomenos besetzt wurde. Ihnen schlossen sich später noch die Lokrer an. 
Während die Reiterei die verwundbare tiefe Flanke des rechten Flügels zu decken hatte, wird vermutet, dass aufgrund der beengten Raumverhältnisse die Leichtbewaffneten hinter der Front standen. Die Athener verfügten etwa über dieselbe Anzahl an Hopliten, jedoch nur etwa 300 Reiter und hatten auch nur wenige Leichtbewaffnete, die überwiegend von den Verbündeten gestellt wurden und größtenteils bereits vor der Schlacht entlassen worden waren. Da sie ihre Phalanx nach dem gewöhnlichen Muster bildeten, hatten sie eine deutlich größere Frontbreite (ca. 880 Meter) als die Böotier (ca. 700 Meter ohne Reiterei). Über die Verwendung der geringen athenischen Reiterei sind die Angaben widersprüchlich (Deckung des Lagers in Delion oder Aufstellung an den beiden Flügeln der Phalanx), sie griff jedoch nicht in das Gefecht ein.

## Verlauf der Schlacht
Die Athener griffen das böotische Heer an und schafften es trotz des Anlaufs bergauf, mit ihrem traditionell stärkeren rechten Flügel den linken Flügel der Böotier zurückzudrängen. Die wehrfähige Bevölkerung Thespiais wurde dabei beinahe vollständig vernichtet. Dem Bericht des Thukydides zufolge stand der linke Flügel der Böotier bereits kurz vor einer Niederlage, doch als die Athener den Gegner schon umfasst hatten, brachten sie sich selbst Verluste bei. Die äußeren Ränder zweier Heeresabteilungen kamen durch die Schwenkungsbewegung bei der Umfassung vermutlich in eine Stellung, die es jeweils naheliegend erscheinen ließ, einer Frontverlängerung des Gegners gegenüberzustehen. Damals hatten die Kämpfer einer Partei noch keine einheitlichen Schilde; dies wurde erst nach der Zweiten Schlacht von Mantineia (362 v. Chr.) üblich. Während die Athener ihren eigenen linken Flügel eindrückten und umfassten, griff Pagondas mit seinem besonders stoßkräftigen, tiefgegliederten rechten Flügel den linken Flügel der Athener bergab an, drängte ihn mühelos immer weiter zurück und drohte ihn zu durchbrechen. Da sein linker Flügel aber bereits umfasst war und ihm dadurch ein Angriff gegen den Rücken des Zentrums seiner Front drohte, stand er kurz vor einer Niederlage. 

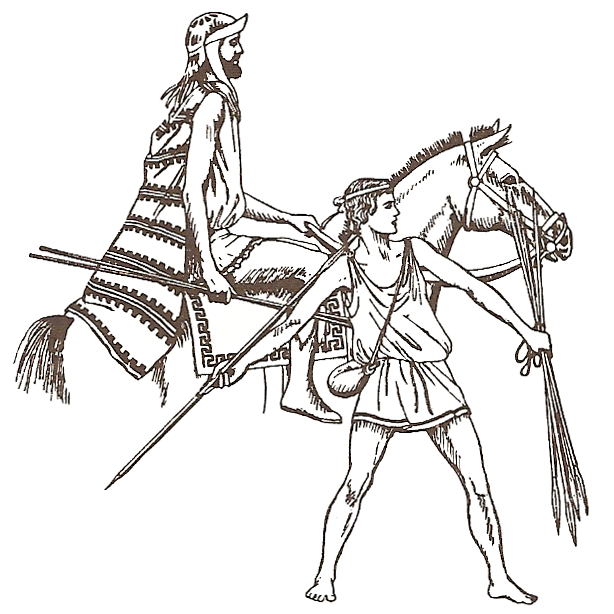
Griechischer Reiter

Seine Reiterei hatte bislang als Reserve jedoch nur den Auftrag, die rechte Flanke der tiefen thebanischen Phalanx zu decken, und war durch den Gefechtserfolg auf diesem Flügel somit ungebunden. Pagondas erkannte seine Chance und setzte Teile dieser beweglichen Reserve zur Unterstützung des linken Flügels ein. Als die Hopliten des rechten athenischen Flügels, die sich bereits siegreich sahen, frische feindliche Reiterei anreiten und ins Gefecht eingreifen sahen, verließ sie der Mut. Die Anstrengungen des Sturms bergauf, des anschließenden Kampfes und die Hoffnungen auf den greifbaren Sieg und das Ende der Schlacht ließen keine erneute Belastung zu. Gleichzeitig drängte Pagondas auf dem anderen Flügel (keine 800 Meter entfernt!) die Athener immer weiter zurück und stand kurz vor dem Durchbruch in den Rücken des athenischen Heeres. Den Athenern blieb in dieser Lage nur die Flucht. In der Schlacht kamen rund 500 Böotier und 1000 Athener, darunter auch der athenische Feldherr Hippokrates, ums Leben.
Die Böotier verfolgten die Athener bis Sonnenuntergang. Den Fliehenden gelang es, sich in ihr befestigtes Lager in Delion zu retten, doch teilten ihnen die Böotier mit, dass sie das Tempelgelände als heiligen Ort betrachteten, das die Athener zu verlassen hätten. Die Athener antworteten, sie hätten den Platz mit dem Recht des Eroberers gewonnen, nun sei er ihnen selbst heilig und man handele im Übrigen auch nur zur Selbstverteidigung. Zwei Wochen lang stand man sich so gegenüber, doch erhielten die Böotier unterdessen Verstärkung durch 2000 korinthische Hopliten. Die Korinther haben dann, Thukydides zufolge, mit einer Art Flammenwerfer die Stellung der Athener in Brand gesetzt; dabei kamen etwa 200 Athener ums Leben; den Übrigen gewährte man freien Abzug. Nun traf auch Demosthenes, der unglückliche Führer der Seeexpedition, ein, aber da sich die Lage inzwischen grundlegend zum Nachteil der Athener gewandelt hatte, konnte er nichts mehr ausrichten und wurde schnell von den Böotiern vertrieben.

## Bedeutung der Schlacht
Der böotisch-thebanische Sieg in der Schlacht von Delion hatte keine strategischen Auswirkungen. Athen konnte die relativ geringen Verluste leichter verwinden als den moralischen Schock der Niederlage. Sparta, der eigentliche Gegenspieler Athens im Peloponnesischen Krieg, hatte keine spürbaren Vorteile.
Die Bedeutung der Schlacht liegt im taktischen Bereich. Pagondas, als verantwortlicher Feldherr, hatte einige Neuerungen eingeführt, die Vorbereitung für bahnbrechende Weiterentwicklungen sein sollten. Zum Teil liegt die Bedeutung der Schlacht auch darin, dass aus ihrem gut dokumentierten Verlauf erstmals taktische Entwicklungen nachgewiesen werden können, die vielleicht schon zu früherem Zeitpunkt vorhanden waren, jedoch nicht aufgezeichnet wurden.
- Pagondas' asymmetrische Aufstellung wurde Vorbild für den thebanischen Feldherren Epaminondas, der ihr eine entscheidende Abwandlung gab (Verstärkung des linken statt des rechten Flügels), womit er später in der Schlacht von Leuktra einen glänzenden Erfolg erzielen sollte. Sie ist jedoch kein Vorläufer der Schiefen Schlachtordnung, da Pagondas keine Flügel zurückhielt, sondern die übliche Parallelschlacht anstrebte und schlug.
- Es war der erste nachgewiesene schlachtentscheidende Einsatz einer Reserve.
- Durch den Einsatz von Reiterei zur Abwehr einer Hoplitenformation wurde die Rolle der Reiterei nachhaltig aufgewertet und die spätere Entwicklung der Kavallerie durch die Makedonen vorbereitet.
- In der Kriegführung des antiken Griechenland war die Verfolgung eines geschlagenen Feindes bis zur Schlacht von Delion verpönt, obwohl nur dadurch nachhaltige Siege zu erringen sind.

## Randbemerkungen
- Später prominent gewordene athenische Teilnehmer an der Schlacht waren der Philosoph Sokrates und der spätere Feldherr und Politiker Alkibiades sowie der frühere Feldherr Laches, der als einfacher Hoplit mitkämpfte.[1]
- Die Tragödie des Euripides, Hiketiden („Die Schutzflehenden“), 423 v. Chr. in Athen verfasst, wurde durch die damals Abscheu erregende Behandlung der athenischen Toten bei Delion veranlasst.
- Thebens Stadtzentrum erlebte dank des Verkaufs von Kunstgegenständen, die von gefallenen und sich zurückziehenden Athenern erbeutet wurden, eine künstlerische und architektonische Renaissance.